# Ethelurgus syrphicola
Ethelurgus syrphicola là một loài tò vò trong họ Ichneumonidae.